# لشکر ششم کوهستان (ورماخت)
لشکر ششم کوهستانی (آلمانی: 6. Gebirgs Division) در ژوئن ۱۹۴۰ تشکیل شد و برای شرکت در نبرد فرانسه به این کشور فرستاده شد.در ماه دسامبر به لهستان فرستاده شد و تا بهار ۱۹۴۱ در آن جا ماند.پس از آن در نبرد یونان در نبرد بالکان شرکت جست.در سپتامبر همان سال به شمال فنلاند فرستاده شد.از ژوئیه ۱۹۴۲ این لشکر بخشی از ارتش بیستم کوهستانی شد.در اواخر ۱۹۴۴ و با عقب نشینی آلمان از فنلاند به نروژ رفت.این لشکر در نهایت در ۸ مه ۱۹۴۵ تسلیم ارتش بریتانیا شد.

## فرماندهان
- فردیناند شورنر (۱ ژوئن ۱۹۴۰ - ۱ فوریه ۱۹۴۲)
- کریستیان فیلیپ (۱ فوریه ۱۹۴۲ - ۲۰ اوت ۱۹۴۴)
- ماکس-یوزف پمزل (۲۰ اوت ۱۹۴۴ - ۱۹ آوریل ۱۹۴۵)
- یوزف رمولد (۲۰ آوریل - ۸ مه ۱۹۴۵)